# Austrophorocera hirsuta
Austrophorocera hirsuta là một loài ruồi trong họ Tachinidae.